# Charles Brockden Brown
Charles Brockden Brown (Filadelfia, 17 gennaio 1771 – 22 febbraio 1810) è stato uno scrittore statunitense.

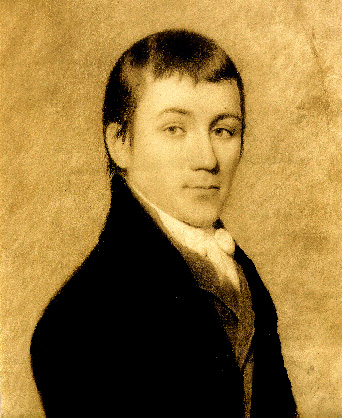
Charles Brockden Brown

Nato in una famiglia di quaccheri, venne indirizzato alla carriera legale ma abbandonò ben presto gli studi per dedicarsi alla carriera di scrittore. La sua prima opera venne pubblicata nel Columbia Magazine, mentre il suo primo romanzo fu Alcuin: un dialogo ed uscì nel 1798; l'opera, che risentiva profondamente dell'influenza di William Godwin, era un trattato sui diritti delle donne. Wieland, la sua opera più popolare, fu pubblicata nel 1799 e presentava importanti anticipazioni del romanzo psicologico: fu seguito da Edgar Huntly (1799), Arthur Mervyn (il primo volume nel 1799 e il secondo nel 1800), Ormond (1799) e Jane Talbot (1801). Dopo la pubblicazione di Arthur Mervyn, Brown divenne editore delle riviste The Monthly Magazine e American Review. Nel 1803 abbandonò l'attività di romanziere e fondò le riviste The Literary Magazine e American Register.
Si sposò nel 1804 e morì di tubercolosi nel 1810, all'età di trentanove anni.
La sua attività di scrittore fu particolarmente apprezzata dai critici contemporanei, per la sua straordinaria capacità in tutti i generi in cui si cimentò, dal racconto breve al romanzo, dal saggio alla biografia alla recensione.
Una delle caratteristiche di Brown maggiormente apprezzata è stata la sua capacità di evocare atmosfere di terrore, ma differentemente ad altri autori "noir" inglese, Brown inserisce le sue trame al presente storico e soprattutto miscela al nero elementi variegati, come quelli di sentimento.

## Edizioni italiane
- Ormond. Il testimonio segreto, trad. di Mario Picchi, introduzione di Carlo Izzo, Roma: Opere Nuove, 1962
- Wieland ovvero La trasformazione, a cura di Marisa Bulgheroni, trad. di Luciana Bulgheroni, Venezia: Neri Pozza, 1965
- Alcuin o il paradiso delle donne 1798-1815, introduzione di Rosella Mamoli Zorzi, trad. e note di Paola Menegazzi, Napoli: Guida, 1985; Roma: Theoria, 1989
- Wieland, o La trasformazione, a cura di Alessandro Ceni, Pordenone: Studio Tesi, 1988
- Edgar Huntly, memorie di un sonnambulo, a cura di Michele Bottalico, Firenze: Passigli, 2000